# Morehshin Allahyari
Morehshin Allahyari (en persa: موره شین اللهیاری‎; Teherán, 1985) es una artista de medios de comunicación, activista y educadora iraní, que vive en Brooklyn, Nueva York. Su trabajo cuestiona las actuales normas políticas, socioculturales y de género, con énfasis particular en explorar la relación entre la tecnología y el activismo del arte. Las obras de arte de Allahyari incluyen objetos impresos en 3D, vídeo, animación experimental, arte web, y publicaciones. Es más reconocida por sus proyectos Material Speculation: ISIS (2016), el cual es una serie de reconstrucciones escultóricas impresas en 3D de artefactos antiguos destruidos por ISIS  (2015–2016), y The 3D Additivist Manifesto and Cookbook (2015–2016). Como Investigadora Residente en Eyebeam en 2017, Allahyari también trabajó en un proyecto sobre Colonialismo Digital; un término que ella acuñadó desde 2015.

## Primeros años
Allahyari nació y fue criada en Teherán, Irán, durante la guerra entre Irán e Irak. Ella se interesó en las artes desde temprano. A los 12 años ingresó a un curso privado de escritura creativa, en el que aprendió sobre la importancia de contar narrativas personales. Este grupo continuó hasta que ella tuvo 18 años y se convirtió en un punto de lanzamiento para el resto de su trabajo. Allahyari estudió en la Universidad de Teherán desde 2003 hasta 2007, y recibió su Bachillerato en Artes, con énfasis en Estudios de Ciencia Sociales y Medios de Comunicación. Desde 2007 hasta 2009  estudió en la Universidad de Denver y recibió su Maestría en Artes, con énfasis en Estudios de Medios de Comunicación Digitales. Desde 2010 hasta 2012 Allahyari estudió en la Universidad de Norte de Texas y obtuvo su Maestría en Bellas Artes, con énfasis en Arte de Nuevos Medios de Comunicación.

## Trabajos seleccionados

### She Who Sees the Unknown
She Who Sees the Unknown (2017–actualidad) es una serie continua que explora el colonialismo digital y la re-representación del feminismo a través de esculturas de jinn, monstruos y diosas oscuras del Oriente Medio impresas en 3D. Este trabajo tiene muchos componentes: un archivo de figuras de monstruos y jinn con materiales e investigaciones relacionadas, así como impresiones 3D de esculturas de las jinn e impresiones 3D de talismanes. Dos de las esculturas jinn son Huma y Ya'jooj Ma'jooj. Allahyari describe este trabajo como acciones que «ofrecen otro método de re-ubicar el poder»,  en un artículo escrito por Lizzie Plaugic para Verge, «A través de la investigación de diosas oscuras, monstruosas, y figuras femeninas jinn de Medio Oriente, narración poético-especulativa de historias, reapropiación de mitologías tradicionales, producción de collages, meshing, escaneo 3D, impresión 3D, y archivo».
She Who Sees the Unknown fue mostrada en Transfer Gallery, Upfor Gallery, Hartware Media Art Association, New York Armory, Museo de Arte Moderno de Moscú, New Museum, entre otros.

### The Laughing Snake
Continuando con temas de las todopoderosas jinn femeninas de la mitología árabe, Allahyari estrenó «The Laughing Snake» (2018), un proyecto web encargado por The Whitney Museum, Liverpool Biennale, y FACT. El trabajo resultante es una experiencia interactiva en el navegador que incluye poesía hiperenlazada, paisajes sonoros y animaciones 3D hospedadas en el portal Artnet de The Whitney Museum. El trabajo utiliza el mito de una jinn para explorar la situación de las mujeres y el cuerpo femenino en Oriente Medio. Según el mito original que aparece en el manuscrito árabe Kitab al-bulhan (Libro de Maravillas) de los siglos XIV y XV, la culebra había conquistado una ciudad, asesinando a su gente y animales. Numerosos intentos de matarla habían fallado. Un hombre viejo finalmente destruyó la culebra acercándole un espejo, lo que la hizo reír tanto por su reflejo que se murió. Utilizando imágenes de la culebra y el espejo, Allahyari nos lleva a través de una laberíntica narrativa en línea que mezcla historias personales e imaginadas para tratar temas como feminidad, abuso sexual, moralidad e histeria. La culebra emerge como una figura compleja, reflejando visiones multifacéticas y a veces distorsionadas de la mujer, y refractando imágenes de otroridad y monstruosidad.

### Like Pearls
Like Pearls (2014) es una colección y conglomeración de glitches acerca del spam de sexo y romance tomado del correo electrónico en Farsi de Allahyari y de tiendas de ropa interior en línea de Irán. Ella sobrepuso GIFs con corazones latiendo, flores, pájaros volando, y mariposas emotivas sobre los anuncios. Allahyari destaca los fenómenos sociales y culturales que funcionan en los anuncios, citando la ley islámica de Irán como la razón por la que el cuerpo femenino está censurado y a la vez sexualizado. «Like Pearls» es intencionadamente incómoda y disruptiva, para llamar la atención a la objetización y misoginia que enfrentas los cuerpos femeninos En una entrevista con Hyperallergic, Allahyari dijo, «todo el cuerpo femenino e incluso el plan del gobierno en Irán para instar a las mujeres a que lleven hijab/chador completo es sólo acerca de censurar el cuerpo femenino. Nuestro cuerpo como mujeres siempre es objetizado y luego censurado políticamente… y culturalmente».

### Material Speculation: ISIS
Material Speculation es un proyecto que combina la  fabricación digital y la impresión 3D que «inspecciona las relaciones Petropolíticas y poéticas entre Impresión 3D, Plástico, Petróleo, Tecnocapitalismo y Yihad». Es parte de la exposición grupal The Missing: Rebuilding the Past, en el John Jay College of Criminal Justice,  en la que las artistas utilizan medios creativos para protestar por la «pérdida evitable» por la destrucción en zonas de conflicto en Irak y Siria. De 2015 a 2016, Allahyari recreó doce artefactos, todos originales y destruidos por ISIS en 2015 en el  Museo Mosul. Dentro de cada artefacto hay una memoria USB y/o tarjeta de memoria que contiene toda la investigación llevada a cabo sobre el tema, incluyendo imágenes, mapas, vídeos, y archivos PDF. Otras artistas en la exposición brindan evidencia de la violencia vista en la guerra, pero las piezas de Allahyari indican una mirada hacia el futuro. Ella está «buscando una institución que sea capaz de preservar los dato en un archivo digital que dé acceso abierto a toda esta información para que otras puedan construir su propios modelos 3D. Para ella, incluso ese acto sería uno de resistencia». Ella está creando, a través del modelado y la impresión 3D, algunos de los artefactos destruidos por ISIS.
A inicios del 2016, Allahyari publicó una de sus reconstrucciones de Material Speculation: ISIS,, así como un dossier de su investigación, como parte de la serie The Download de Rhizome. A través de esta comisión, su archivo de objeto del King Uthal fue puesto abiertamente a disposición para que cualquiera lo pueda imprimir en 3D. Ella colaboró con Browntourage para crear una visita virtual de impresiones 3D de la serie de Material Speculation, PRINT your REALITY. Las usuarias que visitan la galería virtual puede examinar las imágenes 3D rotándolas y pueden ver a la artista responder preguntas sobre su trabajo.
Este trabajo recibió atención de medios noticiosos actuales como el Creators Project de Vice,  Motherboard, AJ+, CBC, Huffington Post y Wired.

### Dark Matter

#### Primera serie (2014)
La primera serie de Dark Matter de Allahyari hace una mirada crítica a su país de nacimiento y sus prácticas de censura. Utilizando impresión 3D, Allahyari hace objetos que son prohibidos en su país o que son mal recibidos por el gobierno iraní. Dark Matter es una «serie de objetos escultóricos mordaces y críticos que ella modela en Maya e imprime en 3D. Sus yuxtaposiciones a menudo humorísticas resaltan ideas prohibidas o mal vistas por el gobierno iraní actual». Los objetos incluyen un perro, un dildo, una antena satelital, una Barbie, un cinta de VHS, un cerdo, una pistola, a Buddha, y a Homero Simpson. Allahyari describe esta pieza, diciendo, «quiero al mismo tiempo resistir y hacer conciencia sobre el poder que constantemente acecha, desalienta, y que trabaja activamente en contra de la propiedad de estas cosas en Irán".

#### Segunda serie (2014–2015)
La segunda serie de Dark Matter fue encargada por Forever Now como un regalo para que la NASA lleve a la Estación Espacial Internacional. «Dark Matter (Segunda serie)» consta de objetos impresos en 3D que son considerados social o culturalmente mal recibidos, en particular en Irán, China, Arabia Saudí, y Corea del Norte. De esta iteración de Dark Matter, Allahyari dice, «Dark Matter pretende servir como documentación de las vidas que vivimos actualmente como humanas; las vidas en el lado oscuro, invisible, distópico, que una minoría (poder/gobierno) ha creado para una mayoría (personas). Estoy interesada en la idea de recontextualizar y reubicar estos objetos prohibidos en otro espacio/tiempo». El 11 de noviembre de 2014, Allahyari discutió su trabajo como arte en relación con laa astronomía con Roger Malina en Creative Disturbance como parte de la cuenta atrás para el 100º aniversario de nacimiento de Franco Malina.

### The 3D Additivist Cookbook(2016)
El 3D Additivist Cookbook, co-ingeniado y editado con Daniel Rourke, es un compendio libre de PDF 3D. Incluye trabajos imaginativos y provocativos de más de 100 líderes mundiales «artistas, diseñadoras, curadoras, estudiantes, activistas y teóricas. Publicado en diciembre de 2016, los trabajos en el recetario son una coalescencia de recetas, ficciones, ensayos críticos, archivos .obj y .stl, toolkits, plantillas, planos, y metodologías.
Antes de la publicación del recetario, Allahyari y Rourke publicaron el 3D Additivist Manifesto en marzo de 2015 como una llamada para empujar la impresión 3D y otras tecnologías creativas hacia sus límites absolutos y más allá del reino de lo especulativo. El manifiesto contiene una llamada a la acción con 16 puntos para movilizaciones hacia la revolución. El 3D Additivist Cookbook llegó como respuesta a la llamada del manifiesto para la creación como agresión violenta a las fuerzas de la materia. El objetivo de Allahyari y Rourke en el recetario no es sólo la expansión de los límites de la impresión 3D, sino también la extracción del potencial crudo de su maquinaria.
Un portmanteau de aditivo y activismo, #Additivism es un conflación que define un movimiento con el objetivo de interrumpir las realidades materiales, sociales, computacionales y metafísicas, a través de la provocación, colaboración y el pensamiento de ciencia ficción.

## Eventos
- Refiguring the Future, 205 Hudson Gallery (Hunter College Galleries), Nueva York, Nueva York, febrero–marzo de 2019.[41]
- Suspended Territories: Artists from Middle East and North Africa, MARTa Herford Museum, Herford,, Alemania, mayo–septiembre de 2017.[42]
- She Who Sees The Unknown: Ya’jooj and Ma’jooj, Solo Exhibition, Photographer’s Gallery, Media Wall, Londres, Reino Unido, mayo de 2017.[43]
- Mutations-Créations: Imprimer le monde, Centre Pompidou, París, Francia, marzo—junio de 2017.[44]
- She Who Sees The Unknown, Exposición Individual,  Transfer Gallery, NY, (2016-2017)[45]
- Factory of the Sun & Missed Connections, JULIA STOSCHEK COLLECTION DÜSSELDORF, Curado por Jennifer Chan, (2016)[46]
- ‘A World of Fragile Parts’, V&A, Venice Biennale, 15th International Architecture Exhibition, Curado por Brendan Cormier y Danielle Thom, (2016)[47]
- Exposición individual en Verge Center for the Arts en Sacramento: "Everything in Between" (2016)[48]

## Residencias, reconocimientos, y premios
- Residencia de arte con La Pocha Nostra, Columbia College Chicago (2009-2010)
- BANFF Residencia de Filmes y Medios de Comunicación (2013)
- Residente en Gray Area Art and Technology, San Francisco, CA (2014)[49]
- Residente en SculpCad, 3D Software e Impresión Residency, Dallas, Texas (2014)[50]
- Premio especial en el Florence Biennale (2015)[51]
- Artista de Autodesk en residencia, por Material Speculationl: ISIS (2015)[52]
- Residente en The Frank-Ratchye STUDIO for Creative Inquiry, Carnegie Mellon University, (2015)[53]
- Residente con el Programa de Arte Pier9 de AUTODESK (impresión 3D + escultura), (2015)[54]
- Beneficiaria del Programa de Residencia para Investigación Artística Vilém Flusser en asociación con Transmediale, un premio anual a través del festival Transmediale para arte y cultura digital en la capital alemana. (2016)[55]
- Beneficiaria del premio Leading Global thinkers de 2016 premio de la revista Foreign Policy (2016)[56]
- Colaboración de la residencia artística #Additivism con Daniel Rourke, Auckland University of Technologya, (2016)[57]
- Beca de investigación en Eyebeam por «She Who Sees The Unknown», centrada en colonialismo digital y Re-Representaión de diosas oscuras, mujeres Jinn, y figuras monstruosas del antiguo Oriente Próximo. (2016-2017)[58]
- Digital Sculpture Award 2016, del Institute of Digital Art, Alemania.[59]

## Otras lecturas
- Louw, Gretta (15 de febrero de 2016). «"Your Shiny Plastic Future Is a Load of Crap": Morehshin Allahyari and Daniel Rourke’s #Additivism».
- Denson, G. Roger (24 de noviembre de 2016). «Carolee Schneemann, Jackie Brookner and Morehshin Allahyari Channel the Feminence of the World». HuffPost. Consultado el 20 de septiembre de 2018.